# Abildsø

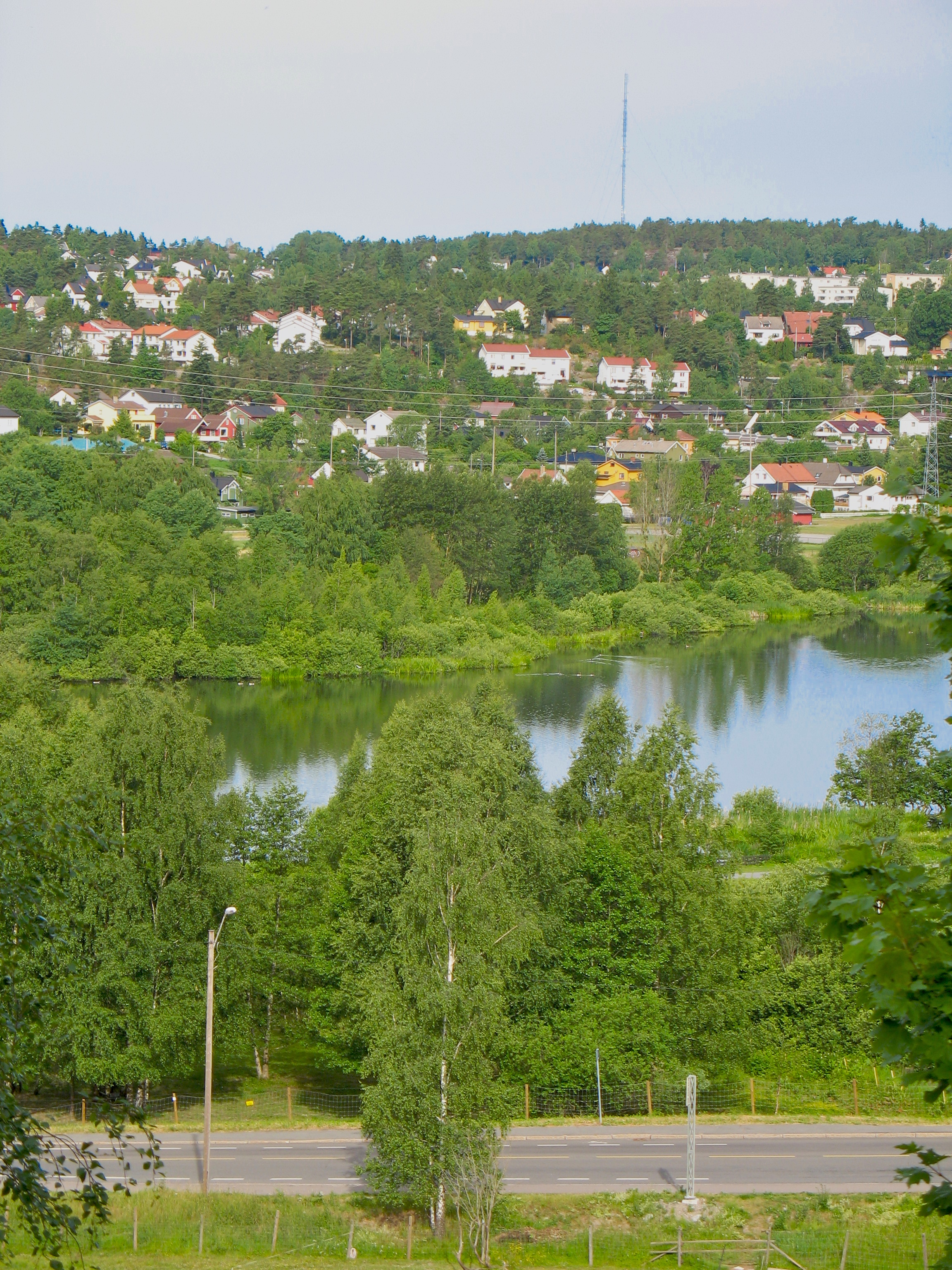
Østensjøvannet med Abildsø i bakgrunden.

Abildsø är ett bostadsområde i sydöstra Oslo, mellan Østensjøvannet och E6. Abildsø ligger i stadsdelen Østensjø, och tillhörde stadsdelen Manglerud före stadsdelsreformen 2003.
Abildsø ligger söder om Manglerud och Ryen, öster om Lambertseter, norr om Langerud och väster om Østensjøvannet och Bøler.
Området har fått sitt namn från Abildsø gård, som fortfarande är bevarad. Namnet kommer egentligen från fornnordiskans Apaldasin – "äng där de växer vildäpplen".
Huvudvägen genom Abildsø är Enebakkveien. Längs denna ligger bland annat Abildsø skole.
Abildsø betjänas av busslinjerna 70 (Vika – Skullerud), 73 (Bjørndal – Jernbanetorget), 78A,78B (Østensjø ring), 79 (Holmlia stasjon – Grorud).